# Storfurstendömet Finland

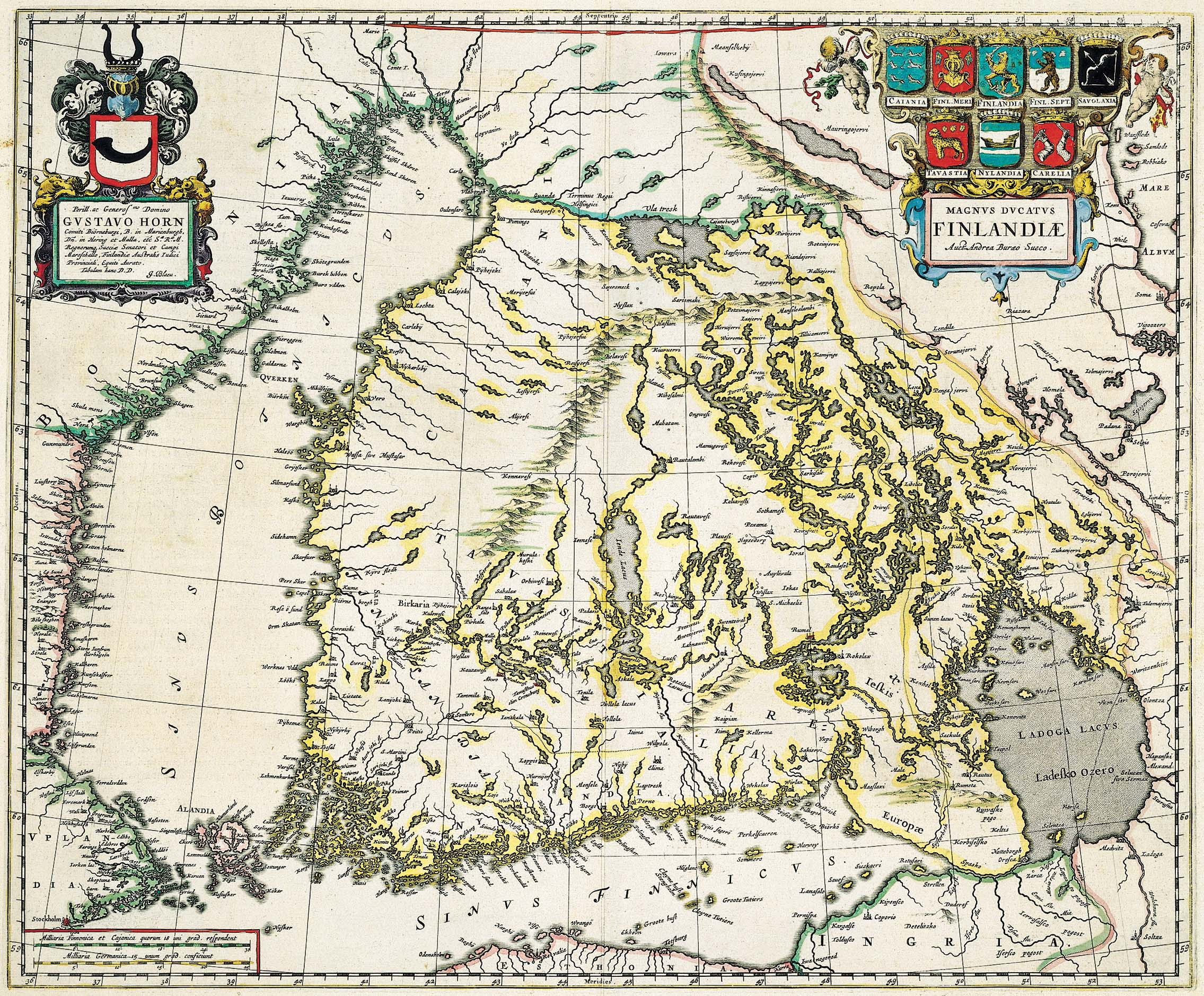
Denna karta från 1662 omnämner Finland som storfurstendöme.

Storfurstendömet Finland var en benämning på Finland från 1500-talet till Finlands självständighet 1917.
Titeln storfurste av Finland antogs av Johan III 1581 och ingick sedan i svenska kungatiteln, fram till förlusten i stora nordiska kriget 1721. Även Sigismund och Gustaf II Adolf som prinsar och Gustaf IV Adolfs son Karl Gustaf bar denna titel. 
År 1809 blev Finland ett självstyrande storfurstendöme med den ryske tsaren som storfurste.